# Thomas Langton
Thomas Langton (?-1501), aumônier du roi Édouard IV d'Angleterre, est successivement évêque de St David's, évêque de Salisbury, évêque de Winchester avant d’être élu archevêque de Canterbury.

## Jeunesse et service pour le roi
Thomas Langton est né à Appleby-in-Westmorland. Il reçoit son instruction initiale chez les frères Carmélites. Il s'inscrit au The Queen's College (Oxford), mais il doit poursuivre ses études à l'Université de Cambridge, probablement à Clare Hall, à cause de la peste. En 1461, il est élu fellow de Pembroke Hall et il sert comme surveillant en 1462. À Cambridge, il obtient deux diplômes en droit canon. En 1464, il quitte l'université, et un peu avant 1476, il est nommé aumônier du roi Édouard IV d'Angleterre.
Langton à la faveur du roi, qui a toute confiance en lui et l'envoie comme ambassadeur pour diverses missions. En 1467, il est envoyé comme ambassadeur en France, et en tant qu'aumônier du roi, il traite avec roi Ferdinand II d'Aragon, le 24 novembre 1476. Il se rend à nouveau en France pour des raisons diplomatiques le 30 novembre 1477 et le 11 août 1478 pour conclure les fiançailles de la fille du roi Edouard, Élisabeth d'York et Charles, fils du roi français Louis XI de France. Deux ans plus tard, il est envoyé afin d’exiger le respect de ce traité de mariage, mais le prince, devenu roi de France, Charles VIII refuse et le mariage est annulé.

## Carrière ecclésiastique
Pendant ce temps Langton poursuit sa carrière ecclésiastique. En 1478, il est nommé trésorier de la Cathédrale Saint-Pierre d'Exeter et chanoine de Cathédrale Saint-André de Wells, et en même temps maître de Church of St. Julien, Southampton (en), un poste qu'il conserve pendant vingt ans. À partir de 1er juillet 1480, il est nommé à l'église All Hallows, Bread Street (en), le 14 mai 1482 à la All Hallows Lombard Street (en) dans la Cité de Londres. Il devient chanoine de la Cathédrale de Lincoln, l’année suivante.
Probablement par une faveur du roi Édouard V d'Angleterre, le 21 mai 1483, Langton est nommé évêque du diocèse de Saint David's,. La bulle pontificale confirmant l'élection est datée du 4 juillet et il est consacré en août ou septembre. La prospérité de Langton ne diminue pas avec la déposition d'Édouard V. Il est envoyé en ambassade à Rome et en France par le roi Richard III d'Angleterre. Ce dernier le nomme par la suite à la tête de l'évêché de Salisbury. Cette nomination est confirmée par une bulle papale datée du 8 février 1485,.
Langton est également élu prévôt du Queen's College à Oxford, le 6 décembre 1487, un poste qu'il semble avoir conservé jusqu'en 1495. Il participe au développement du collège, où il fait construire de nouveaux ensembles de salles et agrandir les logements de la prévôté.
En 1493 le roi Henri VII d'Angleterre le transfère de Salisbury à Winchester, où un siège était vacant depuis plus d'un an,. Pendant ses sept années à l’évêché de Winchester, Langton fait ouvrir une école où des jeunes sont formés à la grammaire et la musique. Lui-même bon musicien, il se fait examinateur parfois et encourage les élèves par de bonnes paroles et de petites récompenses. Sa popularité toujours croissante, Langton est élu archevêque de Cantorbéry le 22 janvier 1501,, mais il meurt de la peste le 27 janvier, avant la confirmation de l'acte. Il est enterré dans un tombeau de marbre dans une chapelle qu'il avait fait construire au sud de la chapelle Notre-Dame dans la cathédrale de Winchester.

## Postérité
Avant sa mort, il donne 10 shillings pour la construction de l’église St Mary the Great, et en 1497 une coupe pesant 67 onces, appelée la « Coupe Anathema » à Pembroke Hall. C'est la plus ancienne hanap existante qui porte un poinçon.
Par son testament, en date du 16 janvier 1501, Thomas Langton laisse d'importants sommes d'argent pour les prêtres de Clare Hall (Cambridge), de l'argent et des vêtements pour les boursiers et les prêtres du Queen's College, outre des legs aux frères des universités d'Oxford et Cambridge, et aux carmélites d'Appleby-in-Westmorland.
Pour sa sœur et son mari, Rowland Machel, il fait don de terres (probablement des propriétés familiales) dans le Westmorland et deux cents marcs. Une pension annuelle de huit marcs est aussi octroyée pour le maintien durant une centaine d’années d’une chapelle à Appleby-in-Westmorland afin que l’on prie pour les âmes de Langton, ses parents, et tous les fidèles défunts à Appleby-in-Westmorland.